# O Pueyo d'Araguás
O Pueyo d'Araguás (en castellà El Pueyo de Araguás, oficialment El Pueyo de Araguás/O Pueyo d'Araguás) és un municipi aragonès situat a la província d'Osca i enquadrat a la comarca del Sobrarb al sud de la serra Ferrera i al nord de l'embassament del Mediano.
Al terme hi ha les ruïnes de l'antic monestir de Sant Victorià d'Assan, que va continuar el cenobi fundat al segle VI per sant Victorià d'Asan.

## Entitats de població
- Araguás. El bisbat de Lleida administrava la seua parròquia fins al 1.573.[5]
- El Plano.[6]
- La Muera.[7]
- La Pardina.[8]
- Los Molinos.[9]
- Oncins, aquest poble està situat a 1.073 metres d'altitud i a peu de Penya Montanyesa.[10]
- Sant Lorient.[11]
- Soto[12]
- Torrelisa, llogaret situat a l'esquerra del Cinca.[13]

## Arquitectura romànica
- Destaca l'ermita de Sant Llorenç a Sant Lorient.[14]

## Imatges

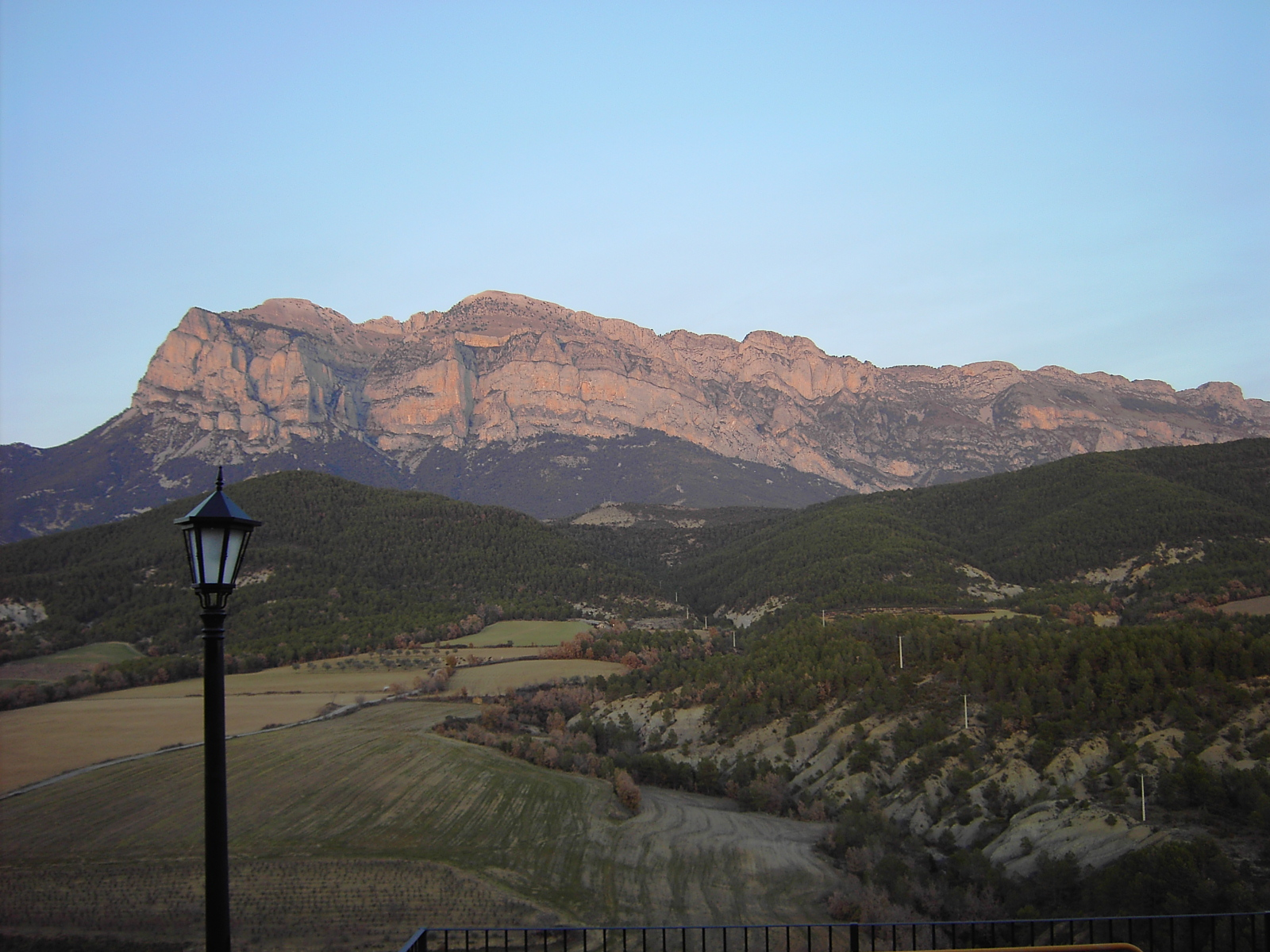
O Pueyo d'Araguás i Penya Montanyesa
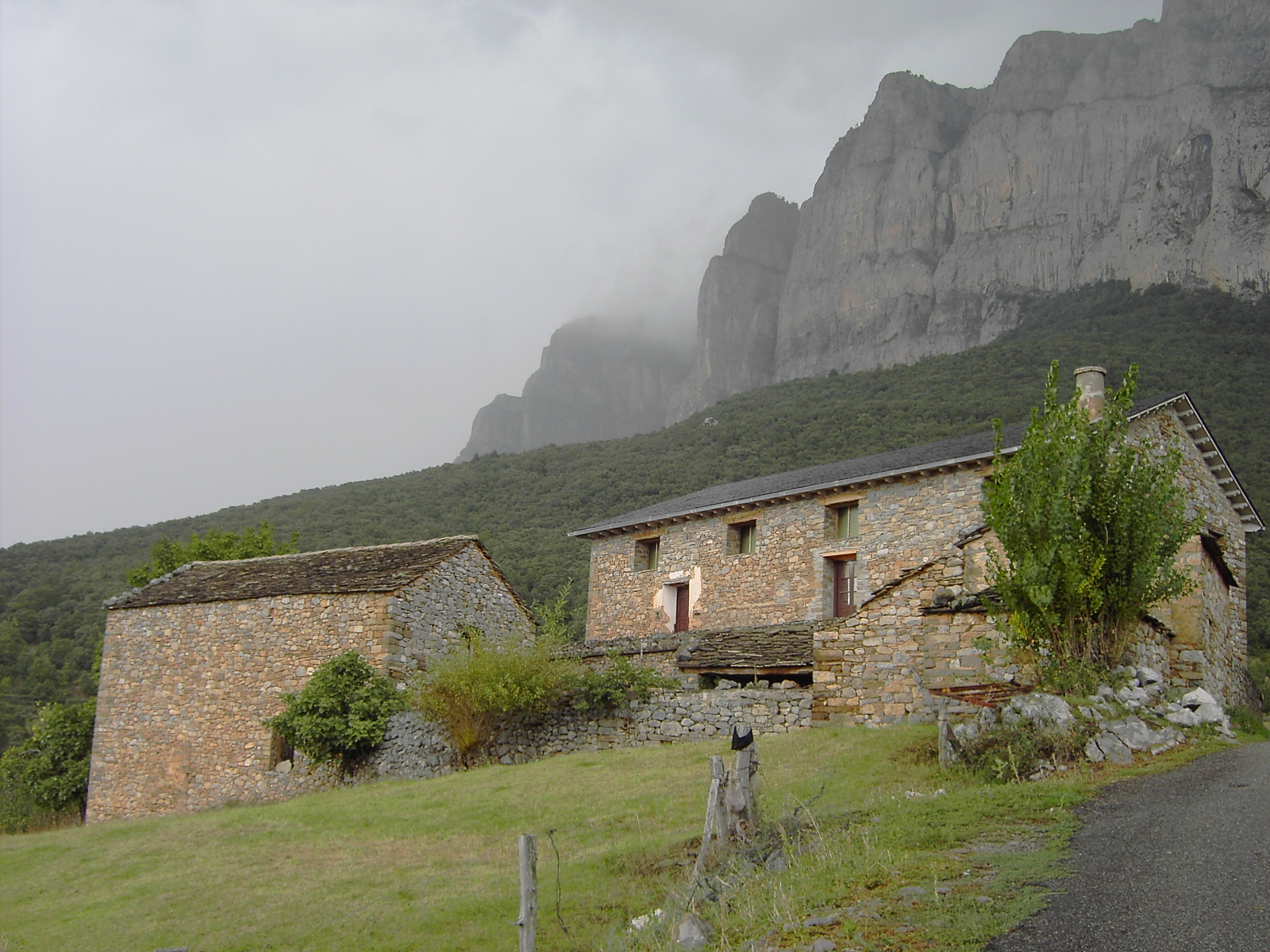
Oncins
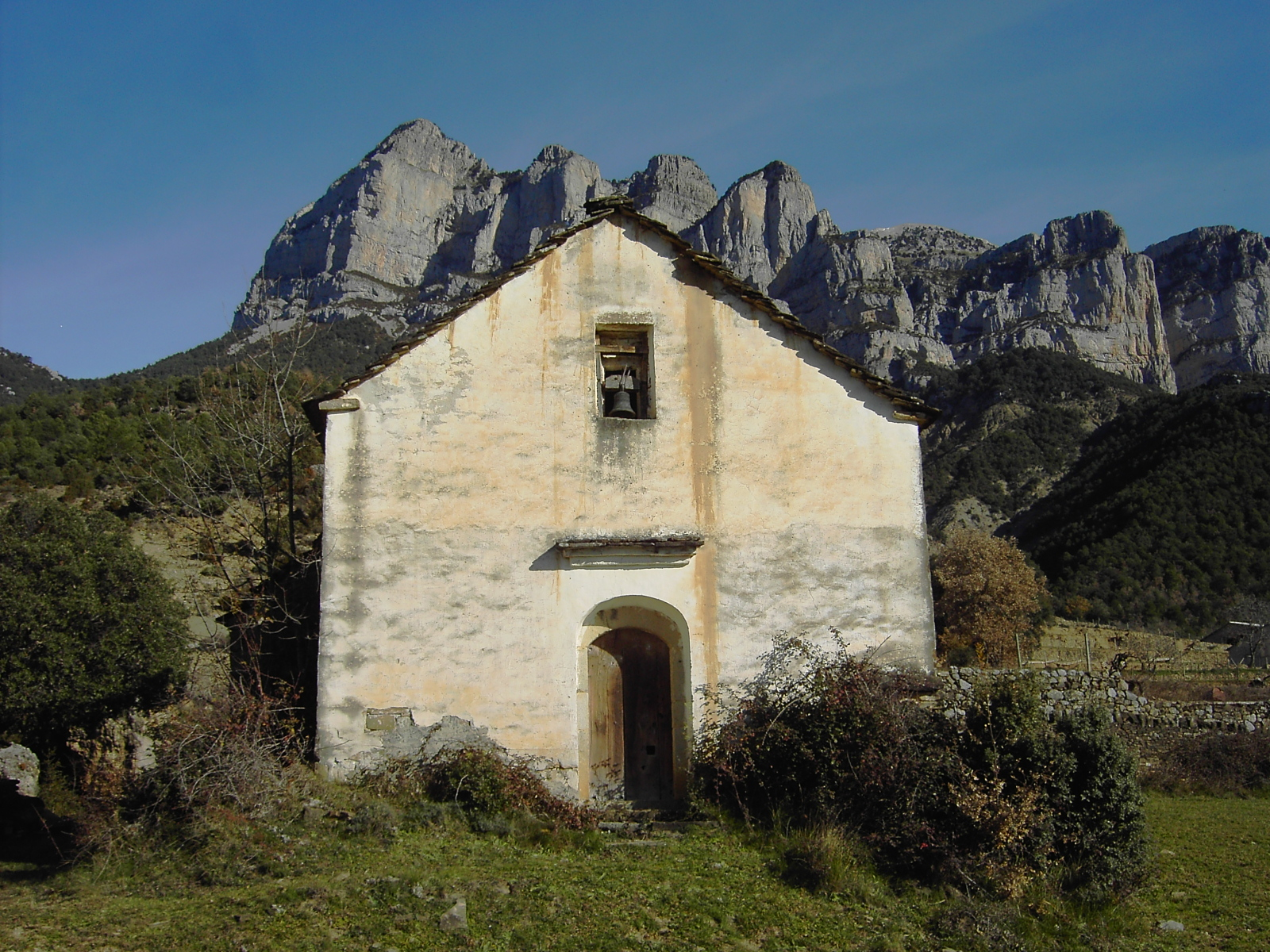
Sant Lorient
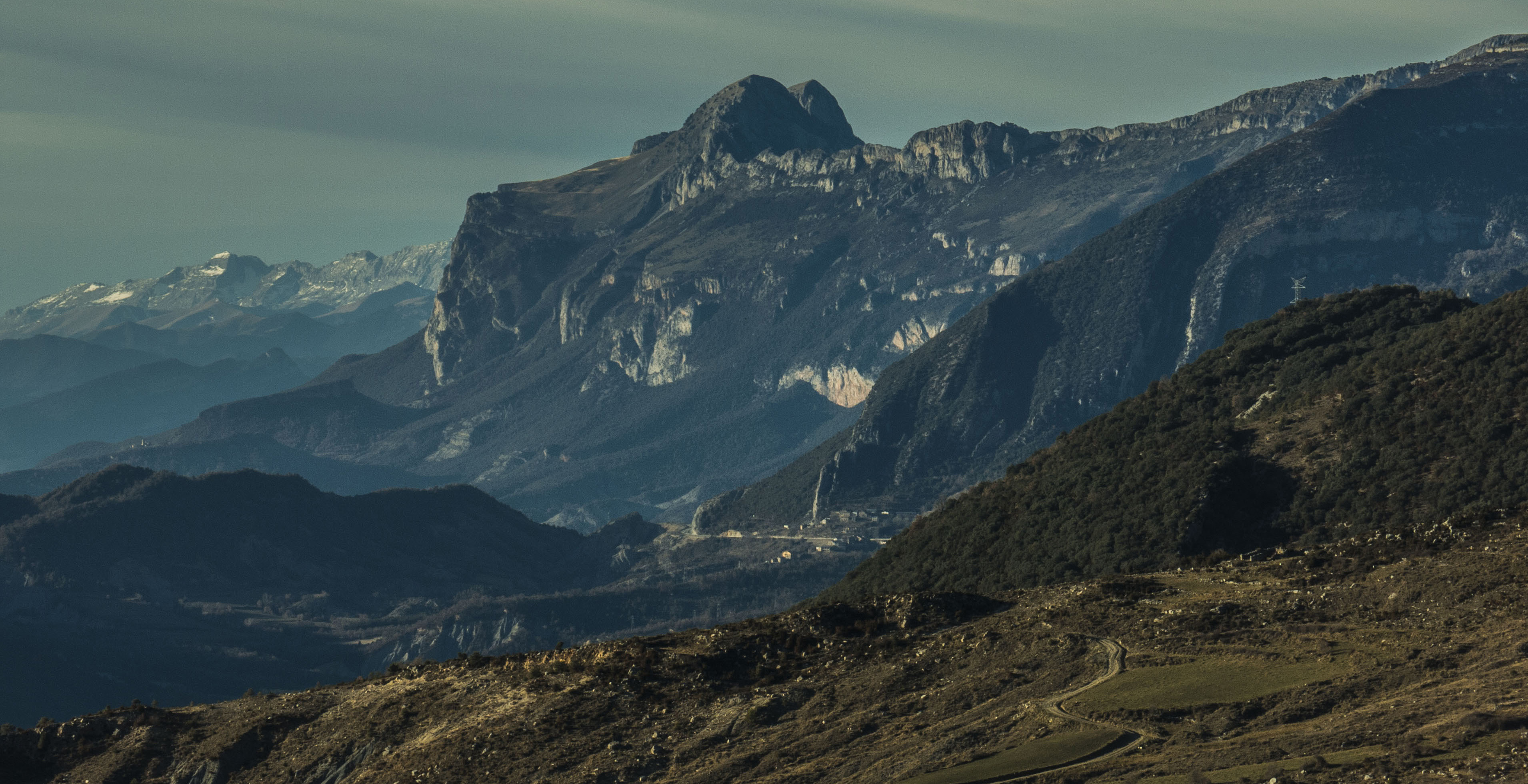
Serra Ferrera